# Salah Qoqaiche
Salah Qoqaiche (* 10. Juli 1967) ist ein ehemaliger marokkanischer Marathonläufer.
1990 wurde er mit seiner persönlichen Bestzeit von 2:13:53 h Achter beim Boston-Marathon und gewann 1991 den Marathonlauf der Mittelmeerspiele.
Bei den Olympischen Spielen 1992 in Barcelona wurde er Sechster. 1997 startete er bei den Leichtathletik-Weltmeisterschaften in Athen, erreichte aber nicht das Ziel.